# Ludovico Di Martino
Ludovico Di Martino (Roma, 18 maggio 1992) è un regista e sceneggiatore italiano.

## Biografia
Nel 2013 realizza la web serie Roles con Eduardo Valdarnini, Margherita Laterza e la partecipazione di Edoardo Pesce, con cui si aggiudica il Premio del Pubblico al Roma Creative Contest e il Web Award al Roma Fiction Fest. Ha anche diretto e prodotto videoclip musicali di varia artisti tra cui Anastasio, Mostro e Diodato. Nel 2016 si è diplomato in regia presso il Centro sperimentale di cinematografia di Roma.
Il suo film d'esordio Il nostro ultimo, con Fabrizio Colica e Guglielmo Poggi, è stato presentato nel 2015 all'Arcipelago Film Festival e ha partecipato a diversi festival internazionali tra cui lo Starring Europe di Los Angeles. Nel 2018 il suo cortometraggio Pipinara viene candidato come miglior cortometraggio ai Nastri d'argento, per poi essere presentato alla 75ª Mostra internazionale d'arte cinematografica di Venezia nella sezione Giovani Autori Italiani, in collaborazione con SIAE. Nel 2019 scrive e dirige la terza stagione di Skam Italia, prodotta da Tim Vision e Cross Production. Nel 2020 scrive e dirige il film d'azione La belva, con Fabrizio Gifuni, mentre nel 2022 è regista del film I viaggiatori. Due anni dopo prende il posto di Ivan SIlvestrini alla regia di Mare fuori, serie della Rai giunta alla quinta stagione.

## Filmografia

### Cinema
- Il nostro ultimo (2015)
- La belva (2020)
- I viaggiatori (2022)

### Televisione
- Roles – webserie (2013)
- Skam Italia - Terza stagione  – serie TV (2019)
- Mare fuori – serie TV, 10 episodi (2025)

### Cortometraggi
- Invisibile (2015)
- Il campione (2016)
- Pipinara (2017)